# Буславля
Буславля — деревня в Вышневолоцком районе Тверской области. Относится к Зеленогорскому сельскому поселению.

## История и название
Название образовано от мужского личного славянского имени Богуслав, Буслав. Эпентетическое «л» в суффиксе придает топониму притяжательное, владельческое значение.
Васильев идентифицирует Буславлю со средневековой деревней Быславле Заборовского погоста (около 1495 г.). Название он связывает либо с Буславъ (родств. др.-польск. Busław — из Bud(o)sław), либо с *Быславъ (от глагола *byti).
Данная деревня отсутствует в описании Тверской губернии 1859 года, в котором есть только сельцо Буславль (современный Зеленогорск). Так же её нет на карте 1879 года, но на карте 1886 года уже имеется, одновременно с Буславлем-Зеленогорским.

## Население
| 2008 | 2010 |
| ---- | ---- |
| 3    | ↘1   |